# Coenonympha dorus
Coenonympha dorus là một loài bướm ngày thuộc họ Nymphalidae. Nó được tìm thấy ở tây Nam Âu và Bắc Phi.
Chiều dài cánh trước là 16–17 mm. The butterfly is on wing từ tháng 6 đến tháng 8.
Ấu trùng ăn nhiều loại cỏ.

## Hình ảnh

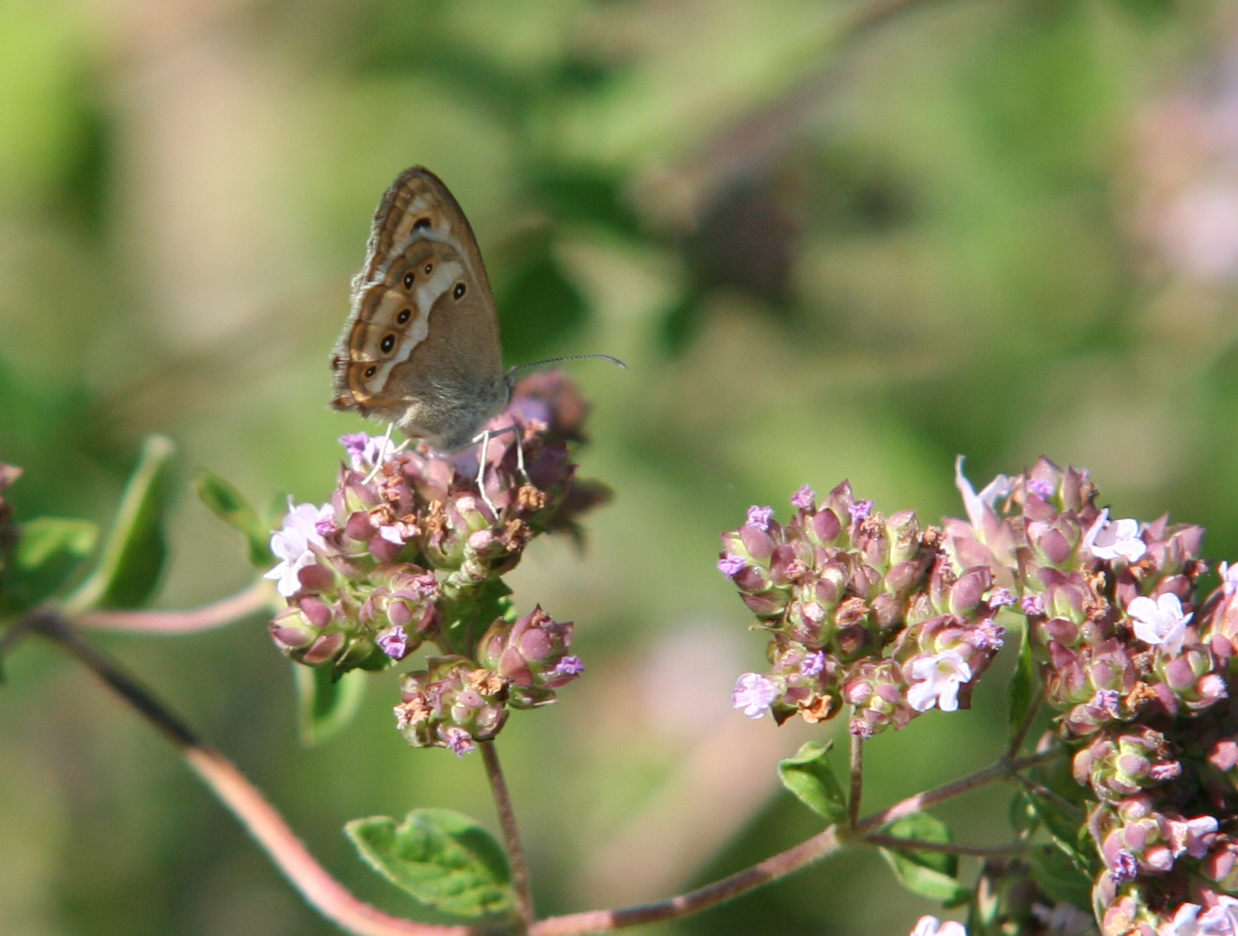
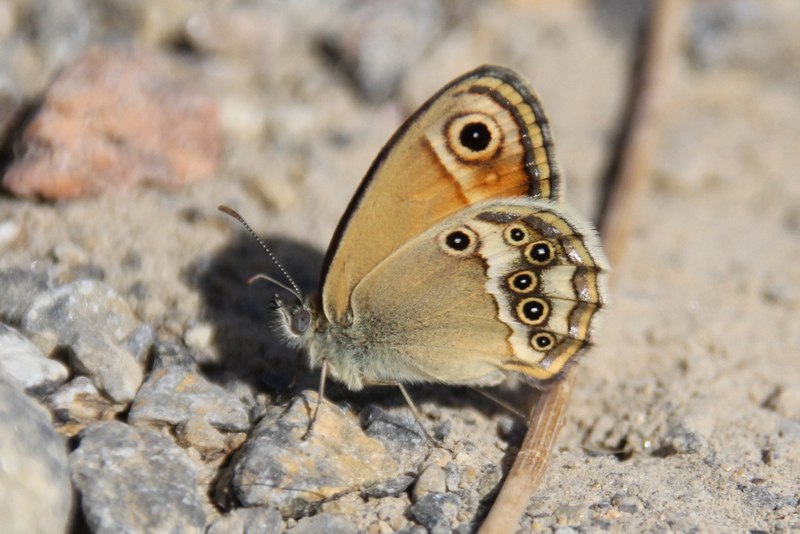